# Coração de Gaúcho
Coração de Gaúcho é um filme brasileiro do gênero drama, dirigido por Luiz de Barros e baseado na obra O Gaúcho de José de Alencar. O filme estreou em 26 de abril de 1920 no Cinema Central, no Rio de Janeiro.
Produzida pela Guanabara-Film, é considerado um filme perdido, com apenas poucas fotografias sobreviventes.

## Enredo
O gaúcho se apaixona pela filha do fazendeiro. A moça por sua vez é cortejada por um caixeiro-viajante que após conseguir consentimento do pai para casar-se com ela, consegue também ficar a par de todos os negócios da família. 
Finalmente o engenhoso caixeiro-viajante consegue um testamento do fazendeiro em seu favor e termina por mandar matá-lo. Morre o pai da moça, morre o matador, não sem antes ter confessado o crime e finalmente casa-se o gaúcho com a moça. O filme termina com um beijo do casal sobrevivente.

## Elenco
- Álvaro Fonseca como O Gaúcho
- Antônia Denegri como Filha do fazendeiro
- Manoel F. de Araújo como Fazendeiro
- António Silva como Caixeiro-viajante
- Cândida Leal
- Luiz de Barros

Também estavam presentes no elenco os artistas do Teatro São José.